# Adam Hložek
Adam Hložek (sinh ngày 25 tháng 7 năm 2002) là một cầu thủ chuyên nghiệp người Séc hiện đang thi đấu ở vị trí tiền đạo cho câu lạc bộ Bundesliga là TSG Hoffenheim và Đội tuyển quốc gia Cộng hòa Séc.

## Sự nghiệp câu lạc bộ

### Sparta Praha
Hložek mới 12 tuổi khi được chuyển từ câu lạc bộ quê hương Ivančice đến Sparta Praha cùng với anh trai Daniel.
Bốn năm sau, vào ngày 2 tháng 10 năm 2018, anh ra mắt đội một trong trận đấu Czech Cup với Slavoj Polná khi vào sân thay người, ghi bàn thắng cuối cùng trong chiến thắng 4–1 trên sân khách. Hložek ra mắt giải đấu cho Sparta Prague vào ngày 10 tháng 11 năm 2018 trong chiến thắng 3–1 của họ tại Karviná khi mới 16 tuổi, ba tháng và 16 ngày, trở thành cầu thủ Sparta trẻ nhất ra sân trong một trận đấu của giải VĐQG.
Hložek kết thúc mùa giải 2020–21 Czech First League với tư cách là Vua phá lưới, cùng với Jan Kuchta với 15 bàn thắng, mặc dù vắng mặt 4 tháng mùa giải vì chấn thương. Vào ngày 30 tháng 5 năm 2021, một ngày sau khi ghi bốn bàn thắng trong hiệp một trong chiến thắng 6–1 trước Zbrojovka Brno, Hložek đã ký gia hạn hợp đồng mới đến năm 2024 với Sparta Praha. Hložek kết thúc mùa giải 2020–21 với 15 bàn thắng và 7 pha kiến tạo sau 19 trận.

### Bayer Leverkusen
Vào ngày 2 tháng 6 năm 2022, cầu thủ chạy cánh này gia nhập Bayer Leverkusen ở Đức, ký hợp đồng 5 năm.

## Sự nghiệp quốc tế
Hložek ra mắt Đội tuyển quốc gia Cộng hòa Séc vào ngày 4 tháng 9 năm 2020 trong trận đấu UEFA Nations League với Slovakia . Vào tháng 5 năm 2021, Hložek được Cộng hòa Séc triệu tập cho chiến dịch UEFA Euro 2020 của họ. Anh ghi bàn thắng quốc tế đầu tiên vào tháng 10 năm 2021, trong trận 2–0 Thế giới Vòng loại cúp giành chiến thắng trước Belarus.

## Thống kê sự nghiệp

### Câu lạc bộ
Tính đến trận đấu diễn ra ngày 17 tháng 5 năm 2025
| Câu lạc bộ          | Mùa                 | Giải đấu            | Giải đấu | Giải đấu | Cúp quốc gia | Cúp quốc gia | Lục địa | Lục địa | Tổng cộng | Tổng cộng |
| Câu lạc bộ          | Mùa                 | Hạng đấu            | Trận     | Bàn      | Trận         | Bàn          | Trận    | Bàn     | Trận      | Bàn       |
| ------------------- | ------------------- | ------------------- | -------- | -------- | ------------ | ------------ | ------- | ------- | --------- | --------- |
| Sparta Prague       | 2018–19             | Czech First League  | 19       | 3        | 4            | 1            | —       | —       | 23        | 4         |
| Sparta Prague       | 2019–20             | Czech First League  | 34       | 7        | 4            | 1            | 1       | 1       | 39        | 9         |
| Sparta Prague       | 2020–21             | Czech First League  | 19       | 15       | 3            | 0            | 1       | 0       | 23        | 15        |
| Sparta Prague       | 2021–22             | Czech First League  | 33       | 9        | 3            | 1            | 11      | 2       | 47        | 12        |
| Sparta Prague       | Tổng cộng           | Tổng cộng           | 105      | 34       | 13           | 3            | 13      | 3       | 132       | 40        |
| Bayer Leverkusen    | 2022–23             | Bundesliga          | 29       | 5        | 1            | 1            | 14      | 1       | 44        | 7         |
| Bayer Leverkusen    | 2023–24             | Bundesliga          | 23       | 2        | 4            | 3            | 9       | 2       | 36        | 7         |
| Bayer Leverkusen    | Tổng cộng           | Tổng cộng           | 52       | 7        | 5            | 4            | 23      | 3       | 80        | 14        |
| TSG Hoffenheim      | 2024–25             | Bundesliga          | 27       | 8        | 2            | 0            | 8       | 3       | 37        | 11        |
| Tổng cộng sự nghiệp | Tổng cộng sự nghiệp | Tổng cộng sự nghiệp | 184      | 49       | 21           | 7            | 44      | 9       | 249       | 65        |

1. ↑  Bao gồm Cúp Séc, DFB-Pokal
2. 1 2 3 4  Số lần ra sân tại UEFA Europa League
3. ↑  Bốn lần ra sân tại UEFA Champions League, Năm lần ra sân và một bàn thắng tại UEFA Europa League, hai lần ra sân và một bàn thắng tại UEFA Europa Conference League
4. ↑  Sáu lần ra sân tại UEFA Champions League, tám lần ra sân và một bàn thắng tại UEFA Europa League

### Quốc tế
Tính đến trận đấu diễn ra ngày 6 tháng 6 năm 2025
| Đội tuyển quốc gia | Năm       | Trận | Bàn |
| ------------------ | --------- | ---- | --- |
| Cộng hòa Séc       | 2020      | 2    | 0   |
| Cộng hòa Séc       | 2021      | 10   | 1   |
| Cộng hòa Séc       | 2022      | 7    | 0   |
| Cộng hòa Séc       | 2023      | 10   | 1   |
| Cộng hòa Séc       | 2024      | 11   | 1   |
| Cộng hòa Séc       | 2025      | 1    | 1   |
| Tổng cộng          | Tổng cộng | 41   | 4   |

Tỷ số và kết quả liệt kê bàn thắng của Cộng hòa Séc trước, cột tỷ số biểu thị tỷ số sau mỗi bàn thắng của Hložek.
| # | Ngày                 | Địa điểm                                      | Đối thủ    | Tỉ số | Kết quả | Giải đấu                      |
| - | -------------------- | --------------------------------------------- | ---------- | ----- | ------- | ----------------------------- |
| 1 | 11 tháng 10 năm 2021 | Sân vận động Trung tâm, Kazan, Nga            | Belarus    | 2–0   | 2–0     | Vòng loại FIFA World Cup 2022 |
| 2 | 20 tháng 6 năm 2023  | Sân vận động Thành phố, Podgorica, Montenegro | Montenegro | 4–1   | 4–1     | Giao hữu                      |
| 3 | 19 tháng 11 năm 2024 | Andrův stadion, Olomouc, Cộng hòa Séc         | Gruzia     | 2–0   | 2–1     | UEFA Nations League 2024–25   |
| 4 | 6 tháng 6 năm 2025   | Doosan Arena, Plzeň, Cộng hòa Séc             | Montenegro | 1–0   | 2–0     | Vòng loại FIFA World Cup 2026 |

## Danh hiệu
Bayer Leverkusen
- Bundesliga: 2023–24[12]
- DFB-Pokal: 2023–24[13]

Cá nhân
- Tài năng Séc của năm: 2019[14]
- Giải hạng nhất Séc Cầu thủ ghi nhiều bàn thắng nhất: 2020–21
- Giải hạng nhất Séc Tiền đạo của năm: 2020–21
- Giải hạng nhất Séc Cầu thủ xuất sắc nhất tháng: Tháng 9 năm 2020, Tháng 5 năm 2021